# Menkia
Die Gattung Menkia ist eine Gattung landlebender Schnecken aus der Familie der Mulmnadeln (Aciculidae) in der Ordnung der Architaenioglossa („Alt-Bandzüngler“). Derzeit werden ihr vier Arten zugerechnet, die nur von Leergehäusen bekannt sind.

## Merkmale
Die rechtsgewundenen Gehäuse der Gattung Menkia sind 1,85 bis 2,8 mm hoch und 0,6 bis 0,9 mm. Sie haben eine sehr schlank kegelförmige bis fast zylindrische Form und besitzen fünf bis sechs, schwach gewölbte Windungen. Der letzte oder bereits vorletzte Umgang steigt etwas an. Die Gehäuseoberfläche ist mit mehr oder weniger deutlichen, vertieften Radialrillen und Spiralrillen versehen. Unter hohen Vergrößerungen zeigt sich eine Mikroskulptur aus feinen, meist dicht stehenden, unregelmäßig angeordneten Poren in der Oberfläche der Schale. Unter der Naht sind weder eine Kante noch ein Nahtfaden vorhanden. Eine Angularis und ein Nackenwulst sind nicht ausgebildet. 

## Geographische Verbreitung
Die drei rezenten Arten sind auf wenige Lokalitäten in Nordspanien beschränkt. Eine weitere pliozäne Art ist aus Südfrankreich (Département Hérault) bekannt.

## Taxonomie
Die Gattung wurde 1985 von Hans Boeters, Edmund Gittenberger und Péter Subai aufgestellt. Die Typusart ist Menkia horsti Boeters, Gittenberger &
Subai, 1985. Derzeit werden vier Arten zur Gattung gestellt:
Arten: 
- Menkia horsti Boeters, Gittenberger & Subai, 1985
- †Menkia celleneuva Boeters, Gittenberger & Subai, 1985, Pliozän
- Menkia dewinteri Gittenberger, 1991[2]
- Menkia rolani Gittenberger, 1991[2]

## Belege

### Online
- Animal Base: Genus taxon summary for Menkia